# Il Male
Il Male (« le mal », en français) est un journal satirique hebdomadaire italien publié de 1978 à 1982. Il remporte un large succès durant cette période.

## Historique

### 1978-1982
Le premier numéro d'Il Male paraît en février 1978 ; le journal de satire politique est alors publié deux fois par semaine – sa parution devient rapidement hebdomadaire – au format tabloïd. Créé sur une idée du dessinateur italien Pino Zac, son premier rédacteur en chef est Tommaso Chiaretti. Anti-establishment, il se démarque des autres titres satiriques – souvent d'extrême gauche – par sa stricte neutralité politique, se moquant de tout et tout le monde, y compris lui-même ; il est ainsi considéré comme l'un des titres satiriques les plus célèbres d'après-guerre,,. Le ton irrévérencieux de l'hebdomadaire et ses textes au caractère sexuel explicite, qui s'inscrivent dans le mouvement contre-culturel de 1968, le conduisent à être retiré de la circulation par la police à plusieurs reprises. Le magazine est également connu pour ses fausses « unes », pastiches d'autres titres de presse,. Initialement publié à 20 000 exemplaires, le journal établit ainsi son record, de 48 000 exemplaires, avec une fausse « une » de L'Unità, l'organe officiel du Parti communiste italien (PCI).
Malgré sa large audience, Il Male souffre de conflits internes – la rédaction n'a jamais été réellement soudée – qui conduisent à la cessation de la publication en 1982.

### Postérité
En 1994, Vincino rassemble les anciens rédacteurs du journal pour un numéro unique sur Silvio Berlusconi, lequel remporte un grand succès.
Le 1er octobre 2011, un mensuel indépendant nommé Il Nuovo Male est publié par Vincenzo Sparagna. Le 7 octobre, Vauro Senesi et Vincino lancent sous forme hebdomadaire Il Male di Vauro e Vincino,.